# Insjön
Insjön ist ein Ort (tätort) in der schwedischen Provinz Dalarnas län und in der historischen Provinz Dalarna.

## Lage
Insjön gehört zur Gemeinde Leksand. Der Ort liegt gut 30 km Luftlinie westnordwestlich der Provinzhauptstadt Falun und acht Kilometer südöstlich des Gemeindezentrums Leksand am linken Ufer des Österdalälven, der linken Komponente des Dalälven. Oberhalb des Ortes verlässt der Fluss den namensgebenden See Insjön. Insjön ist der zweitgrößte Ort der Gemeinde nach ihrem Zentralort Leksand.
Der Ort liegt an der Eisenbahnstrecke von Uppsala nach Mora (auf dem Abschnitt ab Borlänge auch Siljansbanan genannt;  Streckenkilometer 194), die 1881 bis Insjön und 1891 weiter bis Mora eröffnet wurde. Auch die Reichsstraße 70, die in Enköping nordwestlich von Stockholm beginnt, die wichtigste Verbindung aus dieser Richtung in die Provinz Dalarna darstellt und weiter nach Idre und zur norwegischen Grenze auf Höhe des Südendes des Femundsees führt.

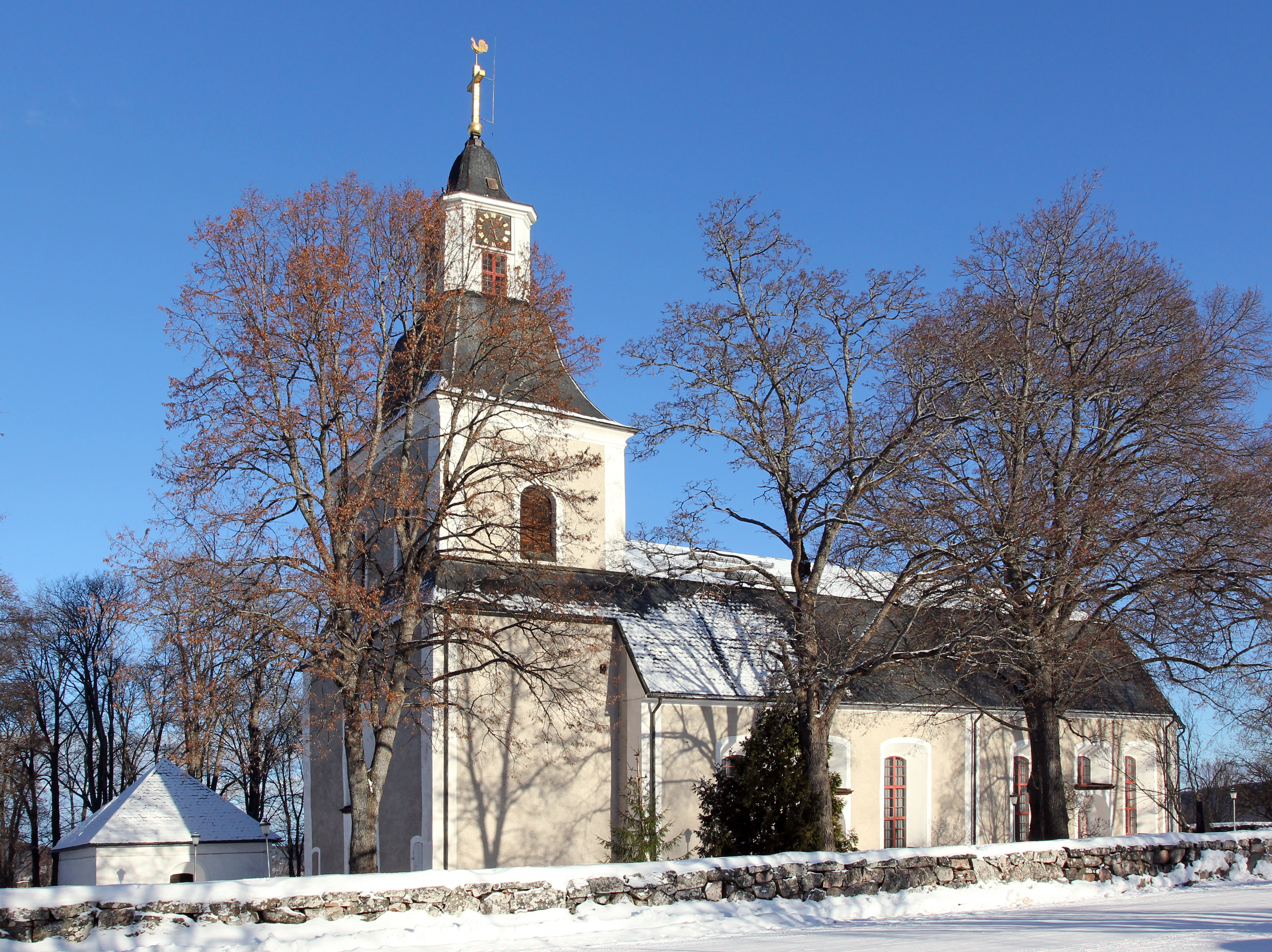
Åls kyrka
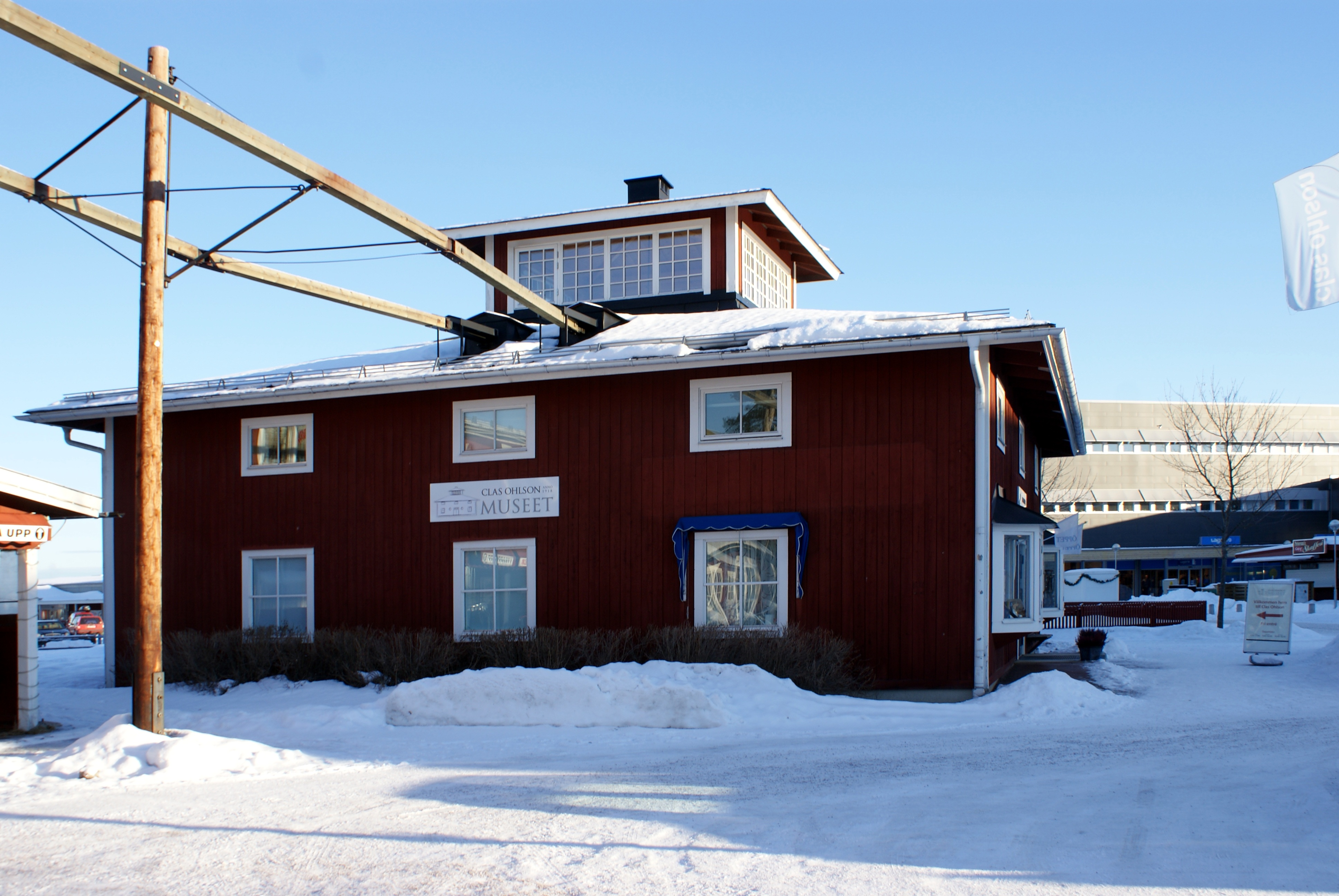
Clas-Ohlson-Museum
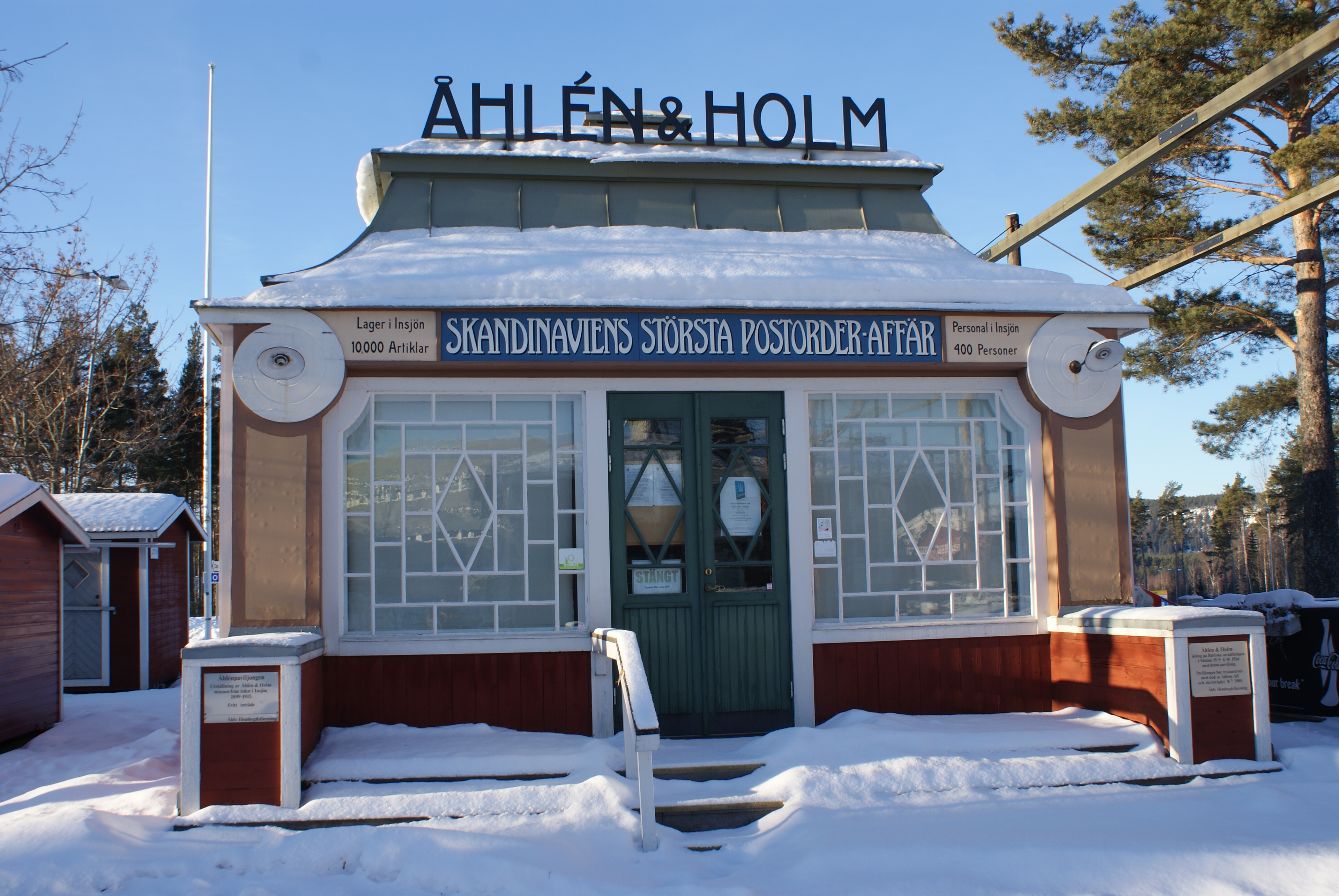
Åhlén & Holms paviljong
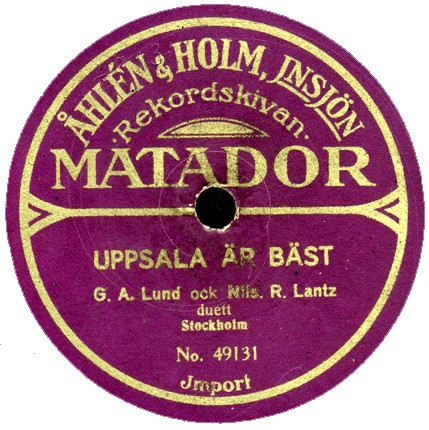
Plattenlabel Matador des Versandhauses Åhlén & Holm, Insjön (vor 1915)
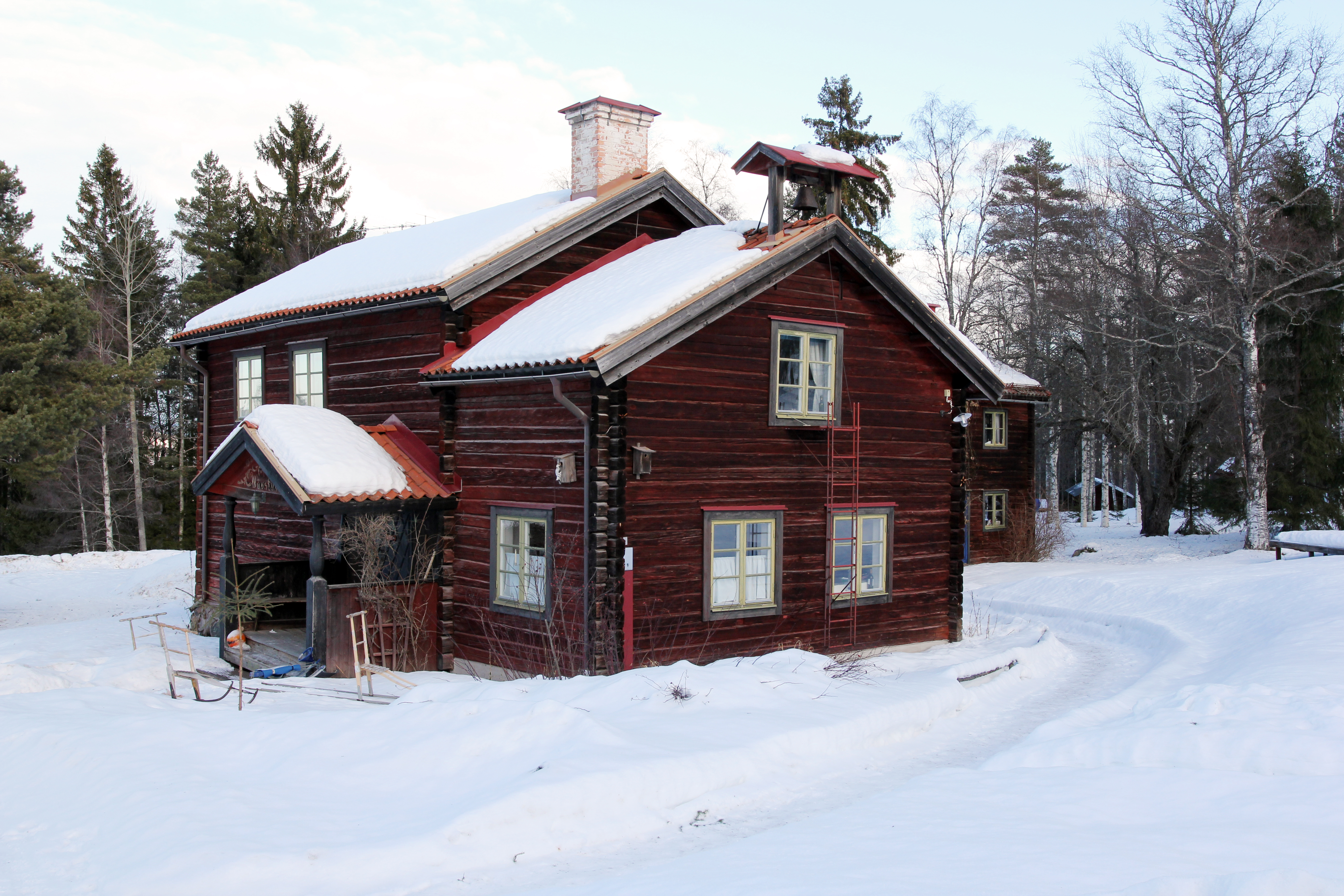
Webstube im Sätergläntan

## Geschichte
Der Ort wurde erstmals im Jahr 1325 als Aall erwähnt. Noch im Mittelalter entstand dort eine Kirche, die in Folge Zentrum der Kirchgemeinde Åhl wurde, ab 1863 Sitz einer Landgemeinde (landkommun). Nachdem 1881 die vorläufige Endstation der Eisenbahnstrecke nach Dalarna, etwas abseits des ursprünglichen Ortes gelegen, nach dem nahen See als Insjön bezeichnet worden war, übernahm auch der Ort 1884 diesen Namen. Die Kirchgemeinde heißt weiterhin Åhl (teils ist auch die moderne Schreibweise Ål in Gebrauch).
Im Rahmen der Kommunalreform 1971 blieb Insjön zunächst selbständige Gemeinde, ging aber bereits 1974 in der Gemeinde Leksand auf.

## Sehenswürdigkeiten
Im nordöstlichen Teil des Ortes, am See Insjön, steht die Kirche Åhls oder Åls kyrka, die von 1761 bis 1767 an Stelle eines mittelalterlichen Vorgängerbaus in der heutigen Form errichtet wurde.

## Wirtschaft
Insjön ist Sitz und logistischer Hauptstandort des bedeutenden Versand- und Einzelhandelsunternehmens Clas Ohlson AB. Es ist dort seit seiner Gründung 1918 (anfangs in der Schreibweise Clas Ohlsson) ansässig und besitzt heute mehr als 140 Filialen in Schweden, Norwegen, Finnland und Großbritannien. Das Clas-Ohlson-Kaufhaus in Insjön, im touristisch bedeutenden Gebiet um den Siljansee gelegen, zieht heute jährlich mehrere Hunderttausend Besucher in den Ort. Daneben gibt es im Ort ein Sägewerk.
In Insjön hatte auch ein anderes großes Handelsunternehmen seinen Ursprung, die Kaufhauskette Åhléns. Sie wurde 1899 als Postversandhaus Åhlén & Holm gegründet und war bis zur Verlegung des Firmensitzes nach Stockholm 1915 in Insjön ansässig. Einer der beiden Gründer, Johan Petter Åhlén, hieß ursprünglich Andersson, änderte aber diesen sehr verbreiteten Namen nach dem ursprünglichen Ortsnamen Åhl in Åhlén.
Im Ort gibt es ein Museum zur Geschichte des Unternehmens Clas Ohlson; in der Nähe befindet sich auch der im Ursprungszustand hergerichtete anfängliche Sitz von Åhlén & Holm.

## Bildung
Etwas abseits von Insjön liegt Sätergläntan, Anfang des 20. Jahrhunderts als berufsbildende Einrichtung für volkstümliches Kunsthandwerk und Kunstgewerbe (schwedisch hemslöjd) entstanden. Dort werden heute eine einjährige Berufsausbildung sowie Schnellkurse in Schmieden, Weben, Nähen und Holzbearbeitung angeboten.

## Verkehr
Insjön hat eine Bahnstation an der Bahnstrecke Rättvik–Borlänge.

## Persönlichkeiten
- Johan Petter Åhlén (1879–1939), Unternehmer und Curlingspieler, geboren in Åhl
- Tore Hedwall (1945–2020), Eishockeyspieler, geboren in Insjön
- Oskar Lindberg (1887–1955), Komponist, geboren im nahen Gagnef, besaß am Berg Knippboberget bei Insjön ein Sommerhaus mit Orgel (daher auch als orgelstuga bezeichnet), wo er einige seiner Werke komponierte und aufführte
- Clas Ohlson (1895–1979), Unternehmer, geboren in Insjön
- Ernst Rolf (1891–1932), war vor Beginn seiner Karriere als Unterhaltungskünstler bei Åhlén & Holm in Insjön angestellt